# Suva (assurance)
 (juin 2019).
Si vous disposez d'ouvrages ou d'articles de référence ou si vous connaissez des sites web de qualité traitant du thème abordé ici, merci de compléter l'article en donnant les références utiles à sa vérifiabilité et en les liant à la section « Notes et références ».
La Suva (anciennement Caisse nationale suisse d'assurance en cas d'accidents ; en allemand : Schweizerische Unfallversicherungsanstalt) est le principal assureur-accidents de Suisse.
Cette entreprise de droit public indépendante et à but non lucratif, qui a son siège à Lucerne, assure près de 1,95 million d'actifs contre les accidents et les maladies professionnelles ainsi que contre les accidents durant les loisirs. Les personnes indépendantes peuvent également se faire assurer par le biais de l'assurance des chefs d'entreprise contre les conséquences des accidents.

## Historique
À la fin du XIXe siècle, l'industrialisation entraine une modification des conditions de travail et des risques d'accidents à la place de travail. Les accidents plongent de nombreuses familles dans le besoin tant sanitairement que financièrement. En 1890, la Confédération se voit attribuer le mandat constitutionnel d'instituer une loi sur l'assurance maladie et accidents. En 1912, le souverain adopte la LAMA (loi sur l'assurance maladie et accidents). Celle-ci prévoit l'introduction d'une assurance-accidents obligatoire subventionnée pour une grande partie des travailleurs. La Confédération charge la Suva de l'exécution de l'assurance-accidents obligatoire et de la surveillance de la sécurité au travail dans les entreprises. Pendant près de 80 ans, l'entreprise est connue sous le nom de CNA (Caisse nationale suisse d'assurance en cas d'accidents) ; depuis 1996, elle arbore le nom et le logo Suva dans toutes les régions linguistiques du pays. 
Le siège central est érigé en 1914-15 à la Fluhmattstrasse à Lucerne selon les plans de l'entreprise Gebrüder Pfister . Durant les dernières années de la première guerre mondiale, le bâtiment a servi d'hôpital militaire pour les prisonniers de guerre étrangers internés.
La Suva entre en activité en 1918. Les séquelles de la Grande Guerre et de l'épidémie de grippe qui ravage l'Europe ne facilitent pas ses débuts. Dès la première année, 105 864 accidents sont déclarés à la Suva, et 849 rentes d'invalidité sont allouées. En 1928, la Suva reprend les bains thermaux « Zum Schiff » à Baden, posant ainsi les jalons de ses trois activités de base, la gestion des cas, la prévention et la réadaptation. En 1974, elle renforce son troisième champ d'activité en ouvrant la Rehaklinik Bellikon. La Clinique romande de réadaptation de Sion suit en 1999 alors que la clinique thermale « Zum Schiff » est fermée un an plus tard.
La Suva ne cesse de croître au fil des ans. En 1953, les actifs dépassent pour la première fois le seuil du milliard de francs. Les placements servent à garantir les rentes sur le long terme. L'évolution des activités durant les loisirs au cours de la seconde moitié du XXe siècle entraine une croissance du nombre d'accidents non professionnels. En 1985, le nombre d'accidents survenus durant les loisirs (260 697) dépasse pour la première fois celui des accidents professionnels (254 565). 
En 1984, la LAMA est remplacée par la nouvelle loi sur l'assurance-accidents (LAA), et l'assurance-accidents obligatoire est étendue à l'ensemble des travailleurs. En plus de la Suva, d'autres assurances peuvent désormais participer à l'exécution de la loi. La LAA est actuellement en cours de révision. En 2006, le Conseil fédéral ouvre la procédure de consultation, mais la révision est provisoirement suspendue en mars 2010. 

## Organisation
Les trois métiers de base de la Suva sont la prévention, l'assurance et la réadaptation. Pour la réadaptation, la Suva dispose de ses propres cliniques à Bellikon et à Sion. La Suva est gérée par ses partenaires sociaux. Elle est financièrement autonome et ne perçoit aucune aide de l'État. Ses excédents de recettes sont redistribués aux assurés par le biais de primes plus basses. La composition équilibrée du Conseil de la Suva, constitué de 16 représentants des employeurs, de 16 représentants des travailleurs et de 8 représentants de la Confédération, permet des solutions consensuelles et pragmatiques. L'article 66 LAA (loi fédérale du 20 mars 1981 sur l'assurance-accidents) énumère les entreprises et les administrations assurées à titre obligatoire auprès d'elle.[source secondaire souhaitée]

## Prestations
Les prestations de la Suva sont réparties sur quatre marques :
- Pro (sécurité au travail) ;
- Liv (sécurité durant les loisirs) ;
- Risk (primes et placements) ;
- Care (gestion des cas et réadaptation).